# DR P4
DR P4 är Danmarks mest lyssnade radiokanal och en av Danmarks Radios kanaler. Kanalen inledde sina sändningar som P2 1951, men blev P4 när man startade kulturkanalen DR P2. P4 är den breda kanalen med regionala sändningar i tio regioner. De som lyssnade på DR:s kanaler under 2003 ägnade 43 procent av tiden åt P4. 
P4s sändning består av en mix av musik, trafikrapporter, rikstäckande och regionala nyheter. Det sänds en kombination av regionala och rikstäckande sändningar.

## DR regioner
Den tio nuvarande regionala stationerna är:
- DR Bornholm
- DR Esbjerg (tidigare DR Syd
- DR Fyn
- DR Köpenhamn
- DR Midt & Vest
- DR Nordjylland
- DR Sjælland (tidigare DR Regionalen)
- DR Syd
- DR Trekanten (tidigare DR Kanal 94)
- DR Østjylland

## Historia bakom lokalradion
Planerna att göra lokal radio var på bordet i flera år innan Folketingets radiokommitté kom med sin rekommendation. Det var bland radiorådets önskan att skapa en regional radio i södra Jylland för att stärka nationalitetsnivån. Tanken skulle då ha lett till inrättandet av regionala radiokanaler. 
Under utvidgningen av FM-transmissionsnätet kom flera sändare i varje region för att säkerställa god täckning. Detta gjorde det också tekniskt möjligt att skicka lokal radio. Rekommendationen från radiokommittén uppgav att "Kommittén betonar att sådana sändningar bör lanseras så att problem som inte har ett rikstäckande intresse men som har stor lokal betydelse också kan ingå i Danmarks radiosändningar". 
I början av april 1960 fanns det sex regionala stationer (Nordjyllands Radio i Aalborg, Midtjyllands Radio i Århus, Sønderjyllands Radio i Aabenraa, Radio Funen och Sjællands Radio i Næstved och Bornholm Radio i Rønne). År 1962 öppnade Köpenhamns Radio, regionalradio för huvudstaden. 1974 startade Radio Midt- och Vest i Holstebro och 1981 Kanal 94 i Vejle. Först skickades en halvtimme varje måndag från 19:15. Efter två år förlängdes överföringstiden till 45 minuter. Från 1967, på tisdagmorgon, sammanfattades 40 minuter av alla regioner. År 2007 delades två av de största regionerna - Radio Syd och Regionalen - in i mindre regioner.

## Svenska motsvarigheten
I Sverige är motsvarigheten Sveriges Radio P4 som har ett liknande upplägg med lokal radio en del av dygnet och rikstäckande radio på helger, kvällar och nätter.